# 그대 그리고 나
《그대 그리고 나》는 1997년 10월 11일부터 이듬해 4월 26일까지 방영된 문화방송 주말연속극이다.
또한 제작비 전액을 삼성그룹으로부터 지원받아 제작된 작품이다.

## 등장 인물

### 주요 인물
- 최진실(윤수경) : 26세, 유복한 가정의 막내딸로 사랑을 받으며 자란 명랑하고 소박한 성품의 여성. 중견기업체 공채 여성사원. 결혼의 조건보다는 사랑을 택해 결혼했으나 습성과 생각이 다른 시댁 식구들과의 갈등, 오지랖 넓은 남편 동규의 이런저런 행태로 결혼 생활이 쉽지만은 않다. 결국 동규와 이별을 택하지만 서로를 잊지못하고 재회하여 결혼에 골인한다. 회사일도 예전처럼 잘하고 싶으나 여러 제약 탓에 자꾸 밀리는 느낌이다.
- 박상원(박동규) : 30세, 수경 남편. 가부장적 기질에다 촌티도 좀 나는 회사원. 그러나 본질적으로는 로맨티스트에 친구도 많고 후배도 많고, 오지랖이 넓어서 늘상 바쁘다. 또 이런저런 문제 많은 동생들과 '뻥만 센' 홀아버지가 짐처럼 느껴질 때가 많다. 이복동생인 민규가 안타깝지만 따뜻해지기 어렵다. 결혼 후 회사에선 능력을 인정받아 승진도 하고 대학원 공부도 하나, 어느날 문득 외로움을 느끼며 방황한다.
- 차인표(박영규) : 23세, 동규 동생. 잘생긴 얼굴 하나가 유일한 재산으로 '평강공주 신드롬'의 주인공이다. 착한 부잣집 딸만을 노리고 다니는 노력 끝에 거의 꿈을 이룰 뻔하나 느닷없는 복병의 출현으로 꼼짝없이 붙잡혀 시장의 노점상으로 거듭난다. 미워할 수 없는 고졸의 문제아.
- 송승헌(박민규) : 19세, 동규의 배다른 막내동생. 조용한 문제아. 거의 벙어리인가 의심될 정도로 말이 없으나 한번 사고를 치면 영규가 치는 사고와는 규모가 다르다. 예를 들면 생모인 계순을 괴롭히는 기둥서방 이사장을 병원에 입원할 정도로 구타하는 것 등. 예전에 집안에서 일을 거들던 가정부의 소생이라는 컴플렉스 때문에 세상을 삐딱하게만 본다. 그러나 심성 자체는 여리고 착해 비슷한 처지의 시연을 만나 진심으로 사랑을 느껴 둘다 구제된다.
- 최불암(박재천) : 58세, 동규 아버지. 왕년의 마도로스. 현재는 바다낚시 안내인. 별명 '박 뻥'이 말해주듯 나이가 들어도 영원히 철날 것 같지 않은 남자. 사돈인 홍여사가 반해 사랑을 나눈다. 막내인 민규에겐 애증의 대상이다.친어머니와 재회하길 바라지만 어려운 상태. 현재 홀아비.
- 김혜자(김은순 여사) : 55세, 자녀들에게 헌신적인 수경의 친정어머니. 아들에게 그 많던 재산을 다 내주고 급기야 빌어먹는 신세가 되고 만다. 뒤늦게 자식을 잘못 키운 것을 후회하나 그녀에게 남은 것은 충격으로 인한 가벼운 치매 증세뿐이다.
- 이본(신시연) : 21세, 영규가 그렇게도 찾아 헤매던 부잣집딸. 그러나 그녀는 대단한 집의 불행한 외동딸. 복잡한 가정 사정으로 집을 도망쳐나와 영규와 연결되고 다시 민규를 알게 된다. 서로 비슷한 성향이 많은 시연과 민규는 곧 친해지고, 민규를 알기 전까지의 그녀에겐 오늘만 있을 뿐 내일의 의미는 없었다.
- 서유정(박상옥) : 22세, 동규의 동생. 철없고 허영심 많은 내레이터 모델 지망생. 고속 엘리베이터를 타고 신분 상승을 하길 꿈꾸는 허영심 많은, 그러나 실천력은 없는 모습을 선보이고 있다. 내레이터 모델을 지망하다가 위험한 남자를 만나 실연을 당하고 자살 직전에 이르나, 올케 수경의 도움으로 새 삶을 살게 된다.
- 김지영(미숙) : 23세, 벽촌 출신의 우직하고 고집센 처녀. 군대 시절 영규를 만나 사랑을 하나 그로부터 버림을 받은 뒤 홀로 그의 아기를 낳고 나물 장사를 하며 꿋꿋이 살아간다. 결국 천하의 영규의 무릎을 꿇려 인간을 만들어간다. 수경의 동서가 된다.
- 박원숙(홍 여사) : 52세, 수경어머니의 친척동생. 세상에 믿을 것은 돈뿐이고 돈이 있어야 자식에게도 대우 받는다고 여겨 가까운 사람들에게도 이잣돈을 놓아먹는 지독한 성품. 그러나 원래 미인인데다 자신에게도 아낌없는 투자를 하여 동네 최고의 인기 독신녀이다. 내심 동규아버지를 마음에 있어하면서도 잘난 척하며 빼다가 결국 그의 교묘한 전략에 휘말려 마침내 굴복하려는 순간 어이없는 일을 당한다.
- 심양홍(윤현수) : 직장에서 명예퇴직을 한 뒤 남아도는 시간을 주체하지 못해 이 궁리 저 궁리 중이다. 귀하게 키운 능력있는 외동딸 수경이 어려운 형편의 동규와의 결혼을 망설이자 그들의 '사랑'을 중시해 적극 후원하는 진보적인 아버지이자, 어떤 어려움도 잘 극복되어 갈 것으로 믿는 낙천주의자이다. 명예퇴직을 하고 자식들도 결혼해 모두 떠난 빈집을 아내와 둘이 지키면서도 결코 외롭다고 생각지 않으며 오히려 '해방'으로 여긴다.
- 양택조(재천 친구) : 동규아버지 재천의 어촌 고향 친구로 동규네에 어려운 일이 있을 때마다 이모저모로 도와준다. 수경네 집안에서 동규네를 찾아 내려왔을 때 함께 온 홍여사를 보고 한눈에 반한 그는 홍여사를 졸졸 따라다니고, 이에 아랑곳하지 않고 홍여사는 내심 재천을 마음에 있어한다.

### 주변 인물
- 박정수(시연 어머니)
- 이경진(이계순) : 47세 : 민규의 생모. 출발이 잘못되어서 고생하다가 다 늦게서야 첫남자 동규아버지를 만난다. 서울에서 분식집을 하는데, 어머니가 그리워 이따금씩 몰래 찾아오는 민규가 자기 자식인 줄 모르고 있어 민규의 가슴을 아프게 한다.
- 김화영(애주) : 31세, 수경의 올케. 약은 서울 여자.
- 윤철형(윤수한) : 32세, 수경 오빠. 단번에 부자가 되려고 온갖 애를 다쓴다. 부잣집 장남으로 태어나 고생 한 번 안해본 성격이라 하는 일마다 말아먹고 부모에게 손벌리는 아들. 사업이 망해서 부모 밑으로 들어와 함께 산다. 허영하고 허세가 가득한 인물.
- 이원재(이호성 이 사장) : 계순의 기둥서방. 사기꾼에 깡패이다. 민규에게 구타를 당하고 병원에 입원하고 민규를 고소하지만 오히려 자해공갈로 판정되어 되려 징역을 살게 된다.

### 그 외 인물
- 권은아(이 사장 본처)
- 김윤정(김옥주) : 상옥 친구
- 김유리(최영미) : 동규의 사내 동료
- 이진우(명우) : 수경의 학생 때 친구
- 김복희(재천 누나)
- 정승호(동규 직장 상사)
- 서권순, 고주희, 정태섭, 이재포, 박영지, 정명환, 경인선, 신복숙, 박종설, 박윤배, 오정석, 원은별, 조유현, 김명희, 김용승, 이요셉, 김가연, 김승수, 김일웅, 최세환, 안재환, 권인선, 박형선, 김옥주, 윤용현, 유서진, 김정은, 구혜진, 강성연, 홍순창

## 제작진
- 기획 : 이재갑
- 연출 : 최종수
- 극본 : 김정수
- 촬영 : 하재영
- 조명 : 최성문
- 섭외 : 이운수
- 조연출 : 이태곤
- 스크립터 : 주선

## 시청률
최저 시청률과 최고 시청률은 시청률 조사회사와 지역별로 시청률에 차이가 있을 수 있습니다.
| 1997년 | 1997년    | 1997년         | 1997년 | 1997년 |
| 회차   | 방송일    | MSK 시청률     |        |        |
| 회차   | 방송일    | 대한민국(전국) |        |        |
| ------ | --------- | -------------- | ------ | ------ |
| 제1회  | 10월 11일 | 28.6%          |        |        |
| 제2회  | 10월 12일 | 27.8%          |        |        |
| 제3회  | 10월 18일 | 28.6%          |        |        |
| 제4회  | 10월 19일 | 29.0%          |        |        |
| 제5회  | 10월 25일 | 27.5%          |        |        |
| 제6회  | 10월 26일 | 29.4%          |        |        |
| 제7회  | 11월 1일  | 26.4%          |        |        |
| 제8회  | 11월 2일  | 33.6%          |        |        |
| 제9회  | 11월 9일  | 35.0%          |        |        |
| 제10회 | 11월 9일  | 39.8%          |        |        |
| 제11회 | 11월 15일 | 28.0%          |        |        |
| 제12회 | 11월 16일 | 40.7%          |        |        |
| 제13회 | 11월 22일 | 30.8%          |        |        |
| 제14회 | 11월 23일 | 33.0%          |        |        |
| 제15회 | 11월 29일 | 29.6%          |        |        |
| 제16회 | 11월 30일 | 36.4%          |        |        |
| 제17회 | 12월 6일  | 27.3%          |        |        |
| 제18회 | 12월 6일  | 39.1%          |        |        |
| 제19회 | 12월 13일 | 37.1%          |        |        |
| 제20회 | 12월 13일 | 46.0%          |        |        |
| 제21회 | 12월 20일 | 37.2%          |        |        |
| 제22회 | 12월 21일 | 48.8%          |        |        |
| 제23회 | 12월 27일 | 40.3%          |        |        |
| 제24회 | 12월 28일 | 47.4%          |        |        |
| 1998년 |           |                |        |        |
| 제25회 | 1월 3일   | 40.4%          |        |        |
| 제26회 | 1월 4일   | 49.4%          |        |        |
| 제27회 | 1월 10일  | 42.8%          |        |        |
| 제28회 | 1월 11일  | 47.6%          |        |        |
| 제29회 | 1월 17일  | 31.6%          |        |        |
| 제30회 | 1월 17일  | 46.2%          |        |        |
| 제31회 | 1월 24일  | 46.8%          |        |        |
| 제32회 | 1월 25일  | 46.7%          |        |        |
| 제33회 | 1월 31일  | 47.8%          |        |        |
| 제34회 | 2월 1일   | 62.9%          |        |        |
| 제35회 | 2월 7일   | 63.0%          |        |        |
| 제36회 | 2월 8일   | 60.4%          |        |        |
| 제37회 | 2월 14일  | 46.0%          |        |        |
| 제38회 | 2월 15일  | 44.8%          |        |        |
| 제39회 | 2월 21일  | 34.9%          |        |        |
| 제40회 | 2월 22일  | 49.2%          |        |        |
| 제41회 | 2월 28일  | 44.8%          |        |        |
| 제42회 | 3월 1일   | 48.6%          |        |        |
| 제43회 | 3월 7일   | 47.1%          |        |        |
| 제44회 | 3월 8일   | 49.3%          |        |        |
| 제45회 | 3월 14일  | 46.9%          |        |        |
| 제46회 | 3월 15일  | 61.6%          |        |        |
| 제47회 | 3월 21일  | 44.4%          |        |        |
| 제48회 | 3월 22일  | 61.9%          |        |        |
| 제49회 | 3월 28일  | 44.8%          |        |        |
| 제50회 | 3월 29일  | 47.7%          |        |        |
| 제51회 | 4월 4일   | 54.5%          |        |        |
| 제52회 | 4월 5일   | 58.8%          |        |        |
| 제53회 | 4월 11일  | 46.6%          |        |        |
| 제54회 | 4월 12일  | 62.4%          |        |        |
| 제55회 | 4월 18일  | 52.0%          |        |        |
| 제56회 | 4월 19일  | 58.5%          |        |        |
| 제57회 | 4월 25일  | 48.7%          |        |        |
| 제58회 | 4월 26일  | 66.9%          |        |        |

## OST
- 또 다른 영규의 테마음악은 '그레이스 존스'(Grace Jones)의 《I've Seen That Face Before》이다.[1]

| #   | 제목                                        | 작사   | 작곡   | 가수         | 재생 시간 |
| --- | ------------------------------------------- | ------ | ------ | ------------ | --------- |
| 1.  | 〈바람과 함께 부르는 노래(시연 Love 테마)〉 | 신효정 | 신병하 | 조혜리       | 4:56      |
| 2.  | 〈기다리는 날의 일기(영규 테마)〉           | 이혜림 | 신민   | 더 시네마    | 4:58      |
| 3.  | 〈가슴 속의 너(동규와 수경의 테마)〉        | 신효정 | 신민   | 조혜리       | 4:42      |
| 4.  | 〈Main Title〉                              |        | 신병하 |              | 1:17      |
| 5.  | 〈세 가족 테마(영규, 상옥, 민규 테마)〉     |        |        |              | 3:29      |
| 6.  | 〈수경 테마〉                               |        | 신병하 |              | 2:46      |
| 7.  | 〈동규 테마〉                               |        | 신병하 |              | 2:40      |
| 8.  | 〈아버지 테마〉                             |        | 신병하 |              | 1:59      |
| 9.  | 〈시연 테마〉                               |        | 신병하 |              | 2:23      |
| 10. | 〈민규 테마〉                               |        |        |              | 1:32      |
| 11. | 〈미숙 테마〉                               |        | 신병하 |              | 2:23      |
| 12. | 〈미숙 테마 Variation〉                     |        | 신병하 |              | 1:32      |
| 13. | 〈노부부의 황혼(수경 부모의 테마)〉         |        | 신병하 |              | 1:58      |
| 14. | 〈아버지께(재천 테마)〉                     | 안종민 | 안종민 | 더 시네마    | 5:14      |
| 15. | 〈Tantu Manchi (민규 테마)〉                |        | 신병하 | Feli         | 3:57      |
| 16. | 〈Beyond the Blue Horizon〉                 |        | 신병하 | Lou Christie | 3:44      |

## 수상 및 후보
| 연도   | 시상식                | 수상부문                 | 후보자                | 비고 |
| ------ | --------------------- | ------------------------ | --------------------- | ---- |
| 1997년 | 1997 MBC 연기대상     | 대상                     | 최불암                | 후보 |
| 1997년 | 1997 MBC 연기대상     | 대상                     | 최진실                | 수상 |
| 1997년 | 1997 MBC 연기대상     | 남자 우수연기상          | 차인표                | 수상 |
| 1997년 | 1997 MBC 연기대상     | 여자 신인연기상          | 김지영                | 수상 |
| 1997년 | 1997 MBC 연기대상     | 베스트 커플상            | 최불암&박원숙         | 후보 |
| 1998년 | 제34회 백상예술대상   | TV부문 남자 최우수연기상 | 최불암                | 후보 |
| 1998년 | 제34회 백상예술대상   | TV부문 남자 신인연기상   | 송승헌                | 후보 |
| 1998년 | 제34회 백상예술대상   | TV부문 여자 신인연기상   | 김지영                | 후보 |
| 1998년 | 제34회 백상예술대상   | TV부문 극본상            | 김정수                | 후보 |
| 1998년 | 제34회 백상예술대상   | TV부문 남자 인기상       | 차인표                | 수상 |
| 1998년 | 제34회 백상예술대상   | TV부문 남자 인기상       | 송승헌                | 수상 |
| 1998년 | 제11회 그리메상       | 최우수 남자연기상        | 최불암                | 수상 |
| 1998년 | 제11회 그리메상       | 최우수 여자연기상        | 최진실                | 수상 |
| 1998년 | 1998 MBC 연기대상     | 남자 우수연기상          | 양택조                | 수상 |
| 1998년 | 1998 MBC 연기대상     | 여자 우수연기상          | 박원숙                | 수상 |
| 1998년 | 제25회 한국방송대상   | TV 작가상                | 김정수 (해당 작품 外) | 수상 |
| 1998년 | 제25회 한국방송대상   | 여자 탤런트상            | 최진실                | 수상 |
| 1998년 | 제11회 한국방송작가상 | 드라마 부문상            | 김정수                | 수상 |

## 결방 사유 및 편성 변경
- 1997년 10월 26일 : 1998년 FIFA 월드컵 아시아지역 최종예선 〈일본 VS UAE〉 중계방송으로 인해 9시에 방영
- 1997년 11월 8일 : 1998년 FIFA 월드컵 아시아지역 최종예선 〈일본 VS 카자흐스탄〉 중계방송으로 인해 결방
- 1997년 11월 9일 : 7시부터 9회, 10회 연속 방송
- 1997년 12월 6일 : 7시부터 17회, 18회 연속 방송
- 1997년 12월 7일 : 대통령 후보 초청 합동 토론회로 인해 결방
- 1997년 12월 13일 : 7시부터 19회, 20회 연속 방송
- 1997년 12월 14일 : 대통령 후보 초청 합동 토론회로 인해 결방
- 1998년 1월 17일 : 7시부터 29회, 30회 연속 방송
- 1998년 1월 18일 : 〈김대중 대통령 국민과의 대화〉 편성으로 인해 결방
- 《그대 그리고 나》의 방영 분량이 50부작에서 8회 연장되어 58부작으로 변경 및 확정되었다.

## 참고 사항
- 1993년 《엄마의 바다》 이후 김정수 작가가 오랜만에 주말연속극을 집필하게 됐다.[2]
- 드라마의 주 배경이자 주요 촬영지는 경상북도 영덕군 강구면 강구항이다.[3]
- 심양홍은 동시간대 KBS 2TV <파랑새는 있다>에서 2대 샹그릴라 사장으로 출연했지만 해당 드라마에 캐스팅되면서 중도하차한 바 있다.[4]
- 방송 초반 KBS 2TV 《파랑새는 있다》와 경쟁할 당시 팽팽한 접전을 벌였으나 종영 후에는 압도적으로 KBS 2TV와의 주말극 경쟁에서 앞서나갔다.[5]
- 방영 내내 관심과 화제를 불러일으키며 경이로운 시청률(마지막 회 66.9%)을 기록하였다.[6][7]
- 연출자 최종수 PD는 자신의 전 연출작인 MBC <가슴을 열어라>의 조기종영[8] 후 이 드라마로 재기에 성공했다.
- 해당 드라마에서 사랑에 빠진 노처녀 역을 실감나게 연기한 박원숙은 '김국진의 국민투표' 지지도에서 90.2%를 기록하는 등 최고의 인기를 얻게 되었다.[9]
- 세대별 갈등을 모두가 공감할 수 있는 이야기로 엮어 재미와 감동이 있는 가족드라마를 추구했다는 호평을 받아 1998년 12월 열린 제 11회 한국방송작가상 드라마 부문 수상의 영예를 안았다.[10] 한국방송작가상 드라마 부문 3번째 수상작으로, MBC 드라마로서는 2번째 수상이었다.
- 17개 언론사 기자 40명이 뽑은 올해 최고의 방송 프로그램으로 선정되었다.[11]
- 1999년 1월 23일부터 일본 내 한국어채널 KNTV (일본의 방송사)(CH 331)를 통해 방영되었다.
- 엔딩곡은 영화 《레인 맨》의 OST에 수록된 루 크리스티의 Beyond Blue Horizon이다.